# مارغريت دوراس
مارغريت دوراس (بالفرنسية: Marguerite Duras)‏، شاعرة وكاتبة وكاتبة مسرحية ومخرجة فرنسية. أشتهرت في فرنسا والعالم الفرنكفوني بالتنوع الأدبي والمعاصرة، كما كانت كاتبة للقصص القصيرة وسيناريوهات الأفلام. وهي تعتبر من جيل الروائيين المجددين، وأهم الأدباء الفرنسيين في النصف الثاني من القرن العشرين.

## حياتها
ولدت في 4 أبريل 1914 في سايغون، حين كانت سايغون مستعمرة فرنسية وهي تسمى الآن مدينة هو شي منه في دولة الفيتنام. توفى والدها مبكراً وبقيت وهي ووالدتها وأخيها وأختها. ارتبطت بعلاقة بشاب صيني ترك أثراً في كتاباتها. وكذلك السنين السبع العشر التي عاشتها في شرق آسيا مع الظروف الصعبة، وسوء المعاملة من الأم والأخ كل ذلك ترك آثراً في كتاباتها اللاحقة.
زارت باريس في عمر السابعة عشر وبدأت تدرس هناك الرياضيات. ثم تركت الرياضيات وبدأت تدرس العلوم السياسية والقانون، وانتمت إلى الحزب الشيوعي الفرنسي.
أول شهرة عرفتها دوراس كانت عبر روايتها «السيد في مواجهة الباسيفيك» التي صدرت عام 1950 حيث تناولت طفولتها في الهند الصينية، ولكن شعبيتها نمت بفضل المسرح حيث أصدرت مسرحية «الميدان» عام 1962 و»أيام بأكملها بين الأشجار» عام 1968 وعرفت على نطاق أوسع عبر سيناريو فيلم «هيروشيما حبيبتي» و»الأغنية الهندية» ولكن النجاح الساحق لرواية «العاشق» الصادرة عام 1984 غطى على معظم أعمالها الأخرى ونالت عنها جائزة غونكور الرفيعة مما جعلها واحدة من أكثر الروائيين الفرنسيين المقروئين.
توفيت في 11 أبريل 1996 في باريس.

## روابط خارجية
- مارغريت دوراس على موقع IMDb (الإنجليزية)
- مارغريت دوراس على موقع الموسوعة البريطانية (الإنجليزية)
- مارغريت دوراس على موقع مونزينجر (الألمانية)
- مارغريت دوراس على موقع ألو سيني (الفرنسية)
- مارغريت دوراس على موقع ميوزك برينز (الإنجليزية)
- مارغريت دوراس على موقع أول موفي (الإنجليزية)
- مارغريت دوراس على موقع قاعدة بيانات برودواي على الإنترنت (الإنجليزية)
- مارغريت دوراس على موقع قاعدة بيانات الأفلام السويدية (السويدية)
- مارغريت دوراس على موقع إن إن دي بي (الإنجليزية)
- مارغريت دوراس على موقع ديسكوغز (الإنجليزية)